# Acquisition d'Activision Blizzard par Microsoft
Vous lisez un « bon article » labellisé en 2024.
L'acquisition d'Activision Blizzard par Microsoft coûte 75,4 milliards de dollars américains et se conclut le 13 octobre 2023, après que Microsoft a signalé son intention de le racheter pour 68,7 milliards de dollars le 18 janvier 2022. Selon les termes de l'accord, Microsoft intègre Activision Blizzard sous son unité commerciale Microsoft Gaming en tant que division sœur de Xbox Game Studios et ZeniMax Media. Grâce à cette acquisition, Microsoft devient propriétaire de plusieurs franchises appartenant à Activision, Blizzard Entertainment et King, notamment Call of Duty, Crash Bandicoot, Spyro, Warcraft, StarCraft, Diablo, Overwatch et Candy Crush. En 2023, cet achat devient la plus grande acquisition de l'histoire dans le domaine des jeux vidéo, en termes de valeur de transaction.
Après l'accord de l'acquisition par les actionnaires, la fusion est examinée par plusieurs organismes nationaux de régulation de la concurrence, avec des approbations préliminaires accordées par la Commission européenne et l'Administration d'État chinoise pour la régulation du marché, entre autres. La Federal Trade Commission (FTC) des États-Unis et la Competition and Markets Authority (CMA) du Royaume-Uni contestent officiellement l'opération. Sony critique également la fusion, craignant que Microsoft ne rende la franchise lucrative Call of Duty exclusive à la plate-forme Xbox, bien que l'entreprise se soit engagée à la non-exclusivité jusqu'en 2033. La FTC retire finalement sa demande après que les tribunaux n'ont pas jugé ses arguments antitrust assez convaincants pour bloquer ce regroupement, tandis que Microsoft propose de confier pendant quinze ans à Ubisoft les droits cloud gaming pour les jeux d'Activision Blizzard, pour apaiser les craintes de la CMA.

## Contexte
En 2022, le marché du jeu vidéo est en pleine effervescence, porté par une croissance fulgurante due à la pandémie de Covid-19. Les confinements et les restrictions sanitaires ont conduit à une explosion du temps passé sur les jeux vidéo, propulsant l'industrie vers de nouveaux sommets en termes de revenus et d'engagement. Dans ce contexte, les acteurs majeurs se livrent une âpre concurrence pour se tailler des parts de marché et attirer les joueurs. Microsoft est un acteur dominant dans le domaine des logiciels informatiques, notamment grâce à la gamme de consoles de jeux Xbox et aux Xbox Game Studios, un regroupement de studios de développement de jeux vidéo. En mars 2021, Microsoft finalise l'acquisition de ZeniMax Media et Bethesda Softworks pour un montant estimé à 7,5 milliards de dollars, ce qui en fait l’une des plus grosses acquisitions dans le jeu vidéo à cette époque. Néanmoins, l'entreprise est encore en retard sur ses concurrents directs et cherche à renforcer sa position face à Sony, Nintendo et Tencent.
Activision Blizzard est l'un des plus grands éditeurs de jeux vidéo au monde, avec un chiffre d'affaires annuel d'environ 8,8 milliards de dollars en 2021. L'entreprise est composée de cinq unités commerciales : Activision, Blizzard Entertainment, King, Major League Gaming et Activision Blizzard Studios,,. Parmi ses propriétés intellectuelles figurent Call of Duty, Crash Bandicoot et Spyro d'Activision, Warcraft, Diablo, StarCraft et Overwatch de Blizzard Entertainment et Candy Crush de King,.
Microsoft cherche à acquérir des entreprises avec un catalogue de jeux vidéo de premier plan, tout en attirant de nouveaux joueurs vers son écosystème Xbox et son service d'abonnement Xbox Game Pass,. Enfin, l'entreprise cherche à se développer dans le secteur en pleine croissance du jeu mobile.

## Historique
Le 18 janvier 2022, Microsoft annonce son intention d'acquérir Activision Blizzard pour 68,7 milliards de dollars dans le cadre d’une transaction entièrement en liquidités, soit environ 95 $ par action. Le cours de l'action Activision Blizzard bondit alors de près de 40 % ce jour-là en pré-bourse. Cet accord ferait de Microsoft la troisième plus grande société de jeux vidéo au monde et la plus grande dont le siège social est situé en Amérique, derrière la société chinoise Tencent et le conglomérat japonais Sony. Si l'acquisition se conclut, il s’agirait également de la plus coûteuse jamais réalisée dans le domaine du jeu vidéo. Goldman Sachs est le conseil de Microsoft et Allen & Company celui d'Activision. Simpson Thacher sert de conseiller juridique pour Microsoft tandis que Skadden est aux côtés d'Activision. L'accord est approuvé par le conseil d'administration des deux sociétés et doit être finalisé en 2023, après un examen réglementaire international de la procédure,. Une fois l'accord conclu, Activision Blizzard serait une entité sœur de Xbox Game Studios, sous la nouvelle division Microsoft Gaming, avec Phil Spencer à sa tête. L'accord permettrait également à Microsoft de proposer des jeux Activision Blizzard sur son service Xbox Game Pass. Spencer parle également de la relance de certaines anciennes franchises d'Activision Blizzard qu'il apprécie lui-même, mentionnant des séries telles que King's Quest, Guitar Hero et Hexen: Beyond Heretic.
Bobby Kotick déclare que Phil Spencer, Satya Nadella, le PDG de Microsoft, et lui-même ont eu des discussions en 2021 sur leurs inquiétudes quant à la puissance de Tencent, NetEase, Apple et Google, et qu'Activision Blizzard manquait d'expertise informatique en matière d'apprentissage automatique et d'analyse des données, qui sont nécessaire pour concurrencer ces entreprises. Selon Bobby Kotick, cela a conduit Microsoft, qui possède ces capacités, à l'idée d'acquérir Activision Blizzard à un prix attractif. Phil Spencer a en outre déclaré que l'intention de Microsoft avec cette acquisition est d'accéder aux jeux mobiles d'Activision et King, tels que Candy Crush Saga. Il déclare que même s'il y a 200 millions d'utilisateurs de consoles de jeux dans le monde, le marché mobile atteint plus de trois milliards d'utilisateurs. Dans un communiqué publié sur le site web d'Activision Blizzard, la société déclare que son industrie est « la catégorie de divertissement la plus dynamique et la plus excitante sur toutes les plateformes » et que le jeu sera à l'avant-garde du développement du métaverse émergent. Certains journalistes voient cette acquisition, ainsi que celle de Bethesda Softworks par Microsoft en mars 2021, comme une tentative de concurrencer Meta, anciennement connue sous le nom de Facebook,,.

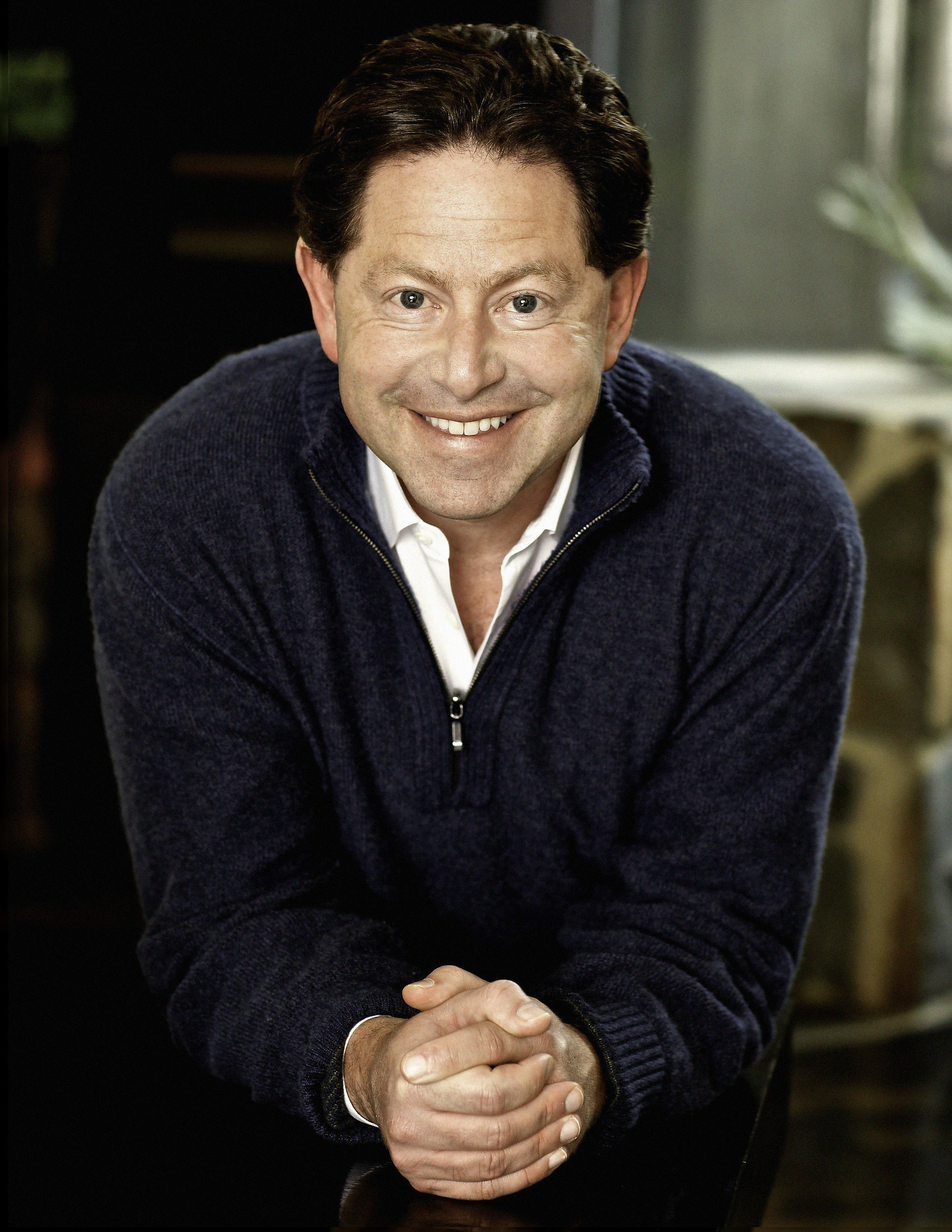
Bobby Kotick, PDG d'Activision Blizzard en 2023, mis en cause dans des enquêtes pour harcèlement.

L'annonce fait suite aux événements liés à l'affaire California Department of Fair Employment and Housing v. Activision Blizzard (en), un procès intenté en juillet 2021 accusant l'entreprise de harcèlement sexuel, de discrimination en matière d'emploi et de représailles de la part d'Activision Blizzard,. Les allégations s'étaient élargies en novembre 2021 pour inclure les actions commises par Bobby Kotick,. Le Wall Street Journal et Bloomberg News rapportent que le moment de l'acquisition est une réponse directe au procès en cours. Les articles des deux journaux indiquent qu'Activision Blizzard envisageait un rachat auprès d'autres sociétés, notamment auprès de Meta, en raison des performances financières plus faibles que prévu de leurs derniers jeux sortis et des retards de production,,. Sur la base des documents déposés auprès de la Securities and Exchange Commission (SEC) liés à la fusion, Microsoft a de nouveau contacté Activision Blizzard dans les jours qui ont immédiatement suivi l'article du Wall Street Journal de novembre 2021 concernant un rachat. Alors que Kotick hésitait à vendre la société, le conseil d'administration a décidé de conclure l'accord car il continuait de craindre l'impact continu du procès alors que Kotick restait au conseil d'administration,. Le rachat offrirait à Kotick une compensation financière comprise entre 252,2 et 292,9 millions de dollars dans la plupart des scénarios,,.
Selon les annonces officielles, dans le cadre de l'accord, Kotick resterait le PDG d'Activision Blizzard,, et devrait conserver ce poste pendant que l'accord passe par les processus réglementaires, car Activision Blizzard reste indépendant de Microsoft jusqu'à la conclusion de l'accord. Selon le Wall Street Journal, Kotick « partira une fois l'accord conclu », tandis que Kotick explique dans une interview qu'il souhaiterait rester dans l'entreprise,,,. Microsoft n'aborde pas directement le procès d'Activision Blizzard à la suite de l'annonce de l'acquisition, mais la société a annoncé une semaine auparavant qu'elle réviserait ses propres politiques en matière de harcèlement sexuel et de discrimination fondée sur le sexe.
Les actionnaires d'Activision Blizzard approuvent l'acquisition à la quasi-unanimité en avril 2022.
L'accord doit être conclu avant le 18 juillet 2023, après quoi Microsoft devrait payer une compensation de 3 milliards de dollars à Activision Blizzard si l'accord ne parvenait pas à être conclu. Toutefois, les entreprises peuvent mutuellement prolonger le délai ou, si l'accord expire, renégocier les termes. À cette date, la Competition and Markets Authority (CMA), après une première décision refusant la fusion, a décalé la date butoir de décision au 29 août 2023, pour se prononcer sur une nouvelle proposition de Microsoft. Les sociétés conviennent ensuite de décaler la clôture de l'acquisition au 18 octobre 2023, afin de résoudre les problèmes soulevés par la CMA. À la suite de l'approbation des conditions révisées par la CMA le 13 octobre 2023, Microsoft finalise l'acquisition d'Activision Blizzard le même jour, pour un coût total s'élevant à 75,4 milliards de dollars.

## Réponse réglementaire
En raison de l'ampleur de l'acquisition, l'accord a dû être examiné par plusieurs organismes commerciaux gouvernementaux pour des raisons antitrust.
| Pays             | Organisme                                                 | Statut        | Date             | Références |
| ---------------- | --------------------------------------------------------- | ------------- | ---------------- | ---------- |
| Arabie saoudite  | General Authority for Competition (GAC)                   | Approuvé      | 21 août 2022     | ,          |
| Brésil           | Conselho Administrativo de Defesa Econômica (CADE)        | Approuvé      | 5 octobre 2022   | ,          |
| Serbie           | Commission for Protection of Competition (CPC)            | Approuvé      | 28 novembre 2022 | ,          |
| États-Unis       | Federal Trade Commission (FTC)                            | En attente    | 8 décembre 2022  | [ 47 ]     |
| Chili            | Fiscalía Nacional Económica (FNE)                         | Approuvé      | 29 décembre 2022 | [ 48 ]     |
| Japon            | Commission du commerce équitable (JFTC)                   | Approuvé      | 28 mars 2023     | ,          |
| Afrique du Sud   | Competition Commission South Africa (CCSA)                | Approuvé      | 17 avril 2023    | ,          |
| Ukraine          | Antimonopoly Committee of Ukraine (AMCU)                  | Approuvé      | 27 avril 2023    | [ 53 ]     |
| Union européenne | Commission européenne (CE)                                | Approuvé      | 15 mai 2023      | [ 55 ]     |
| Chine            | Administration d'État pour la régulation du marché (SAMR) | Approuvé      | 19 mai 2023      | ,          |
| Corée du Sud     | Korea Fair Trade Commission (KFTC)                        | Approuvé      | 30 mai 2023      | [ 58 ]     |
| Turquie          | Turkish Competition Authority (TCA)                       | Approuvé      | 13 juillet 2023  | [ 59 ]     |
| Nouvelle-Zélande | Commerce Commission New Zealand (CCNZ)                    | Approuvé      | 7 août 2023      | ,          |
| Taiwan           | Taiwan Fair Trade Commission (TFTC)                       | Approuvé      | 9 octobre 2023   | [ 61 ]     |
| Royaume-Uni      | Competition and Markets Authority (CMA)                   | Approuvé      | 13 octobre 2023  | [ 62 ]     |
| Australie        | Australian Competition & Consumer Commission (ACCC)       | Revue annulée | 16 octobre 2023  | [ 63 ]     |

### Federal Trade Commission(FTC)

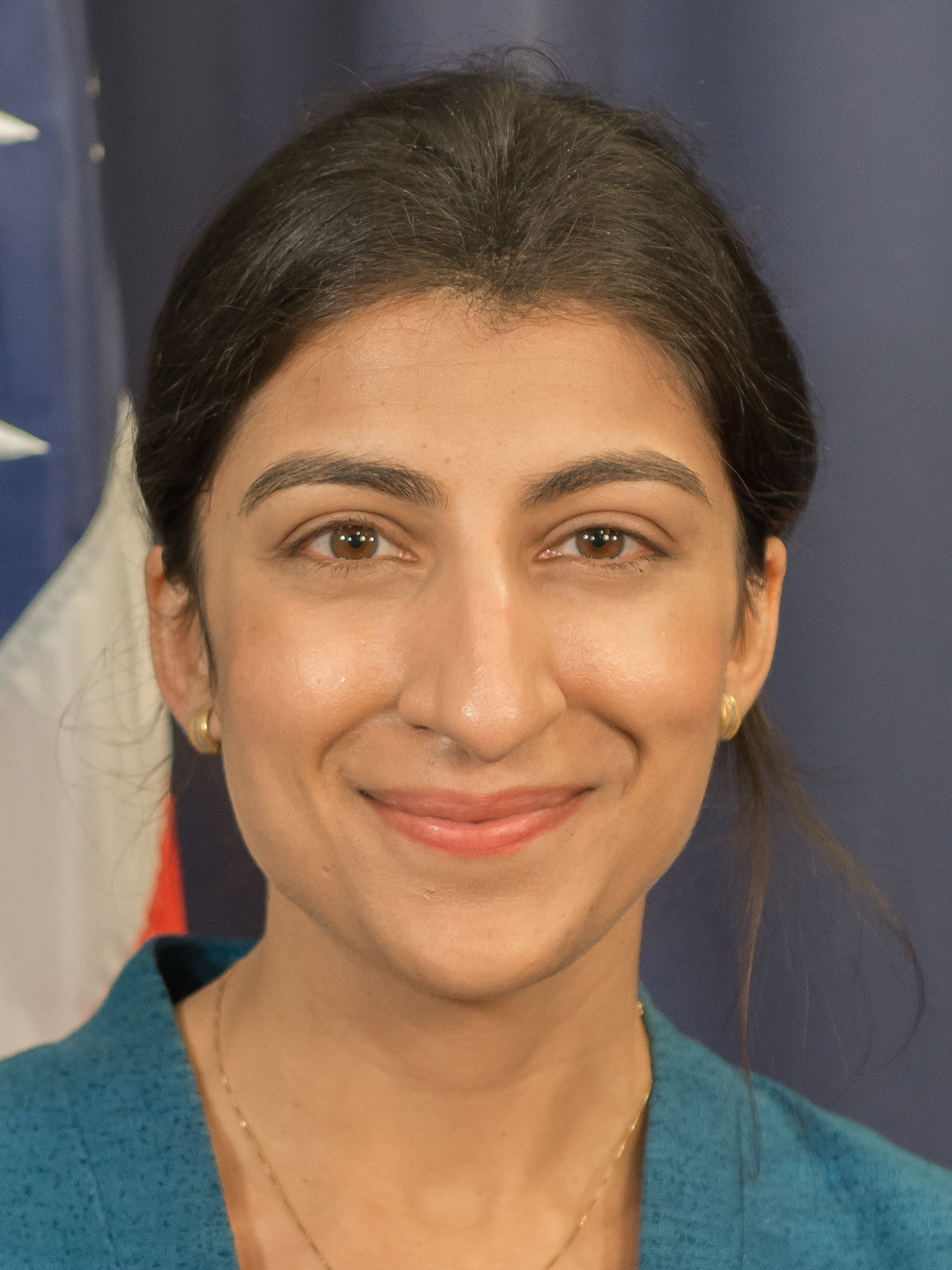
Lina Khan, présidente de la Federal Trade Commission, et principale opposante au rachat.

Aux États-Unis, l'acquisition est examinée par la Federal Trade Commission (FTC) plutôt que par le ministère américain de la Justice, car l'agence a montré davantage de préoccupations concernant les fusions et acquisitions dans le secteur des grandes technologies au cours de la dernière décennie. Les sénateurs Elizabeth Warren, Bernie Sanders, Sheldon Whitehouse et Cory Booker font part à la FTC de leurs préoccupations concernant la fusion dans le cadre de l'enquête, affirmant que les deux entreprises « n'ont pas réussi à protéger les droits et la dignité de leurs travailleurs » et qu'il convient de s'opposer à la fusion si « la transaction est susceptible de renforcer le pouvoir monopolistique et de détériorer la position de négociation entre les travailleurs et les dirigeants ». La FTC fait officiellement part de son intention de bloquer l'acquisition telle qu'elle est proposée le 8 décembre 2022. La FTC craint que l'acquisition ne porte préjudice aux consommateurs des jeux d'Activision Blizzard et ne donne à Microsoft un contrôle trop important sur certaines parties du secteur, telles que le cloud gaming. La FTC pointe également du doigt l'acquisition de Zenimax, pour laquelle elle affirme que Microsoft avait fait une concession à l'Union européenne pour ne pas rendre ses jeux exclusifs à la Xbox, pour ensuite la casser,. Dans une déclaration faite à Axios, la Commission européenne déclare qu'elle a autorisé l'acquisition de Zenimax par Microsoft sans condition car elle ne voyait pas d'impact matériel sur le marché du jeu vidéo même si Microsoft rendait les titres de Zenimax exclusifs.
Microsoft répond à la plainte de la FTC en expliquant que Sony est l'une des plus grandes plateformes de jeux vidéo avec des titres exclusifs qui, contractuellement, ne peuvent pas être publiés sur Xbox. La société déclare également qu'elle prévoit toujours d'offrir du contenu pour les jeux multijoueurs de Bethesda tels que The Elder Scrolls Online et Fallout 76 pour toutes les plateformes afin d'éviter de réduire la base de joueurs. Initialement, Microsoft conteste aussi la constitutionnalité de la FTC en raison de la possibilité pour le commissaire d'être révoqué par le président à volonté, et de l'utilisation de juges de droit administratif pour l'examen initial du dossier, mais supprime cet argument dans une réponse modifiée, s'en tenant au marché des jeux vidéo. En février 2023, Microsoft dépose une citation à comparaître, demandant des documents internes de Sony relatifs à leurs accords d'exclusivité avec des tiers. Sony demande à la FTC de rejeter cette demande celle-ci refuse. La FTC demande une ordonnance restrictive temporaire et une injonction préliminaire pour bloquer la fusion le 12 juin 2023. La FTC explique que Microsoft et Activision Blizzard « ont déclaré par le passé qu'ils ne pouvaient pas conclure leur accord en raison des examens antitrust de la transaction dans d'autres juridictions. Mais Microsoft et Activision n'ont pas donné l'assurance qu'elles maintiendraient cette position ».

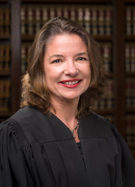
Jacqueline Scott Corley, magistrate chargée du dossier FTC v. Microsoft.

Le tribunal accorde une ordonnance restrictive temporaire le 13 juin 2023, tandis qu'une audience visant à déterminer si une injonction préliminaire sur l'accord doit être accordée se tient du 22 au 30 juin 2023, devant la juge Jacqueline Scott Corley. Microsoft déclare que si l'injonction est accordée, elle pourrait envisager d'abandonner l'accord qu'elle décrit comme un « cauchemar administratif de trois ans ». Au cours de l'audience, la FTC se concentre sur le poids de Call of Duty sur le marché concurrentiel, l'exclusivité des consoles et l'impact du domaine naissant du cloud gaming.
La juge Jacqueline Scott Corley refuse d'appliquer une injonction permanente le 11 juillet 2023, levant ainsi l'injonction temporaire pour permettre à Microsoft de procéder à la clôture de l'opération, même si l'affaire se poursuivra ultérieurement en procès. La juge écrit : « Pour les raisons expliquées, la Cour estime que la FTC n'a pas démontré qu'il était probable qu'elle obtienne gain de cause sur son allégation selon laquelle cette fusion particulière dans ce secteur spécifique pourrait réduire substantiellement la concurrence. Au contraire, les éléments du dossier indiquent que les consommateurs ont davantage accès à Call of Duty et à d'autres contenus d'Activision ». La FTC fait officiellement appel du refus du juge Corley auprès de la Cour d'appel du neuvième circuit le 12 juillet 2023. La FTC dépose par la même occasion une requête distincte auprès de Corley le 13 juillet, demandant une autre injonction jusqu'à ce que la cour d'appel ait le temps de décider de suspendre la décision, mais cette requête est rejetée. La cour d'appel rejette l'appel d'urgence visant à bloquer la fusion le 14 juillet 2023.
La FTC retire officiellement sa contestation de l'acquisition le 20 juillet 2023, bien qu'elle annonce son intention de déposer une nouvelle plainte ultérieurement. La FTC rouvre son dossier contre la fusion le 27 septembre 2023, mais n'est pas en mesure d'empêcher la fusion de se produire.
Dans ses premières déclarations après l'achèvement de l'acquisition, en février 2024, la FTC fait valoir que les 1 900 suppressions d'emplois effectuées en janvier 2024 vont à l'encontre des assurances données par Microsoft dans ses documents antérieurs, et demande que la conclusion définitive de l'opération soit suspendue pendant l'examen de sa nouvelle plainte. Alors que Microsoft a expliqué que les suppressions d'emplois concernent des domaines où les activités des deux entreprises se chevauchent, la FTC déclare que cette action est « incompatible avec la suggestion faite par Microsoft à ce tribunal selon laquelle les deux entreprises fonctionneraient de manière indépendante après la fusion ».

### Commission européenne
Après avoir reçu une notification officielle de Microsoft le 30 septembre 2022, la Commission européenne entame sa première phase d'examen de l'acquisition en vertu de la loi européenne sur les fusions,. La Commission envoie ensuite un questionnaire à plusieurs entreprises de l'industrie du jeu vidéo pour les interroger sur l'impact potentiel de l'acquisition sur leurs moyens de subsistance, y compris si Microsoft choisit de bloquer la sortie des jeux Activision Blizzard sur des consoles rivales à l'avenir. Le 8 novembre 2022, la Commission annonce qu'elle procèdera à un examen complémentaire de la fusion « pour veiller à ce que l'écosystème des jeux vidéo reste dynamique au profit des utilisateurs dans un secteur qui évolue rapidement ».
La Commission européenne dépose une plainte formelle contre l'acquisition le 3 février 2023. Elle considère que Microsoft pourrait être « incitée à bloquer l'accès à la franchise populaire d'Activision Call of Duty », ce qui pourrait conduire à « réduire la concurrence sur les marchés de la distribution de jeux vidéo pour consoles et PC, entraînant des prix plus élevés, une qualité moindre et moins d'innovation pour les distributeurs de jeux pour consoles, ce qui pourrait, à son tour, avoir une répercussion sur les consommateurs ». Microsoft rencontre les régulateurs de la Commission européenne le 21 février 2023, annonçant qu'elle a conclu un accord de dix ans avec Nintendo pour amener Call of Duty sur cette plateforme parallèlement à la sortie sur Xbox, ainsi qu'un accord distinct de dix ans fournissant Call of Duty et d'autres jeux Microsoft avec Nvidia, dans le cadre de leur service de diffusion GeForce Now.
La Commission européenne approuve l'acquisition le 15 mai 2023. Parmi les concessions faites par Microsoft figurent les nombreux accords permettant aux jeux d'Activision Blizzard d'être joués sur des services de cloud gaming, estimant que cela contribuerait à la croissance de ce secteur. La Commission rejette cependant les préoccupations relatives aux exclusivités des plateformes, car Microsoft a des raisons de penser qu'il ne serait financièrement pas viable de ne pas proposer Call of Duty sur d'autres plateformes. Et même si c'était le cas, Sony a la capacité, avec ses propres studios, de mener une concurrence loyale. Avant la clôture de l'opération en octobre 2023, la Commission affirme que les évolutions apportés pour satisfaire les autorités de réglementation britanniques sont suffisants de leur point de vue et qu'il n'est pas nécessaire de procéder à un nouvel examen de l'acquisition.

### Competition and Markets Authority(CMA)
La Competition and Markets Authority (CMA) fait part de son intention de procéder à un examen approfondi de l'acquisition en août 2022. La décision de phase 1, rendue le 1er septembre 2022, déclare que la fusion « pourrait entraîner une diminution substantielle de la concurrence sur un ou plusieurs marchés au Royaume-Uni »,. Les résultats préliminaires de la phase 2 de l'enquête sont rendus le 8 février 2023, concluant que l'acquisition « pourrait entraîner des prix plus élevés, moins de choix et moins d'innovation pour les joueurs britanniques », ainsi qu'une diminution de la concurrence dans les espaces des jeux vidéo sur console et le cloud gaming. La CMA recommande qu'Activision cède au moins la franchise Call of Duty. Cependant, à la suite des engagements de Microsoft de garantir la sortie de Call of Duty sur plusieurs plateformes pendant dix ans, et après des réunions avec d'autres organismes de réglementation, la CMA change de position à la fin du mois de mars 2023. Dans sa nouvelle déclaration, la CMA déclare : « Alors que l'analyse initiale de la CMA indiquait que cette stratégie [de rendre Call of Duty exclusif] serait rentable dans la plupart des scénarios, de nouvelles données (qui donnent un meilleur aperçu du comportement d'achat réel des joueurs de CoD) indiquent que cette stratégie serait nettement déficitaire dans tous les scénarios plausibles ».
La CMA se prononce formellement contre la fusion le 26 avril 2023. Parmi les raisons invoquées, la CMA déclare que Microsoft occupe déjà une position forte dans le domaine du cloud gaming et que la fusion ne ferait que renforcer cette position. La CMA explique également que les concessions de Microsoft concernant les contrats de 10 ans pour Call of Duty sur d'autres plateformes ne sont pas suffisantes pour répondre à ses préoccupations, et qu'elle doute que Microsoft soit en mesure de porter Call of Duty sur la Nintendo Switch. La CMA empêche en outre Microsoft d'entreprendre une nouvelle acquisition d'Activision à l'avenir sans demander l'autorisation préalable de la CMA. Microsoft fait appel de la décision à la fin du mois de mai, en exposant cinq points de réfutation portant principalement sur l'évaluation par la CMA du marché du cloud gaming et de la position actuelle de Microsoft sur ce marché,. La procédure d'appel pourrait à ce moment repousser la finalisation potentielle de la fusion à la fin de 2023, voire à 2024,.
La décision de la CMA fait l'objet d'un débat politique au Royaume-Uni, en particulier après l'approbation de l'accord par la Commission européenne. Le premier ministre, Rishi Sunak, souhaite faire du Royaume-Uni le leader de l'industrie technologique dans la région européenne, et le blocage de la CMA va à l'encontre de cette position. Les représentants de la CMA défendent leur position devant les membres du Parlement, estimant que la fusion proposée donnerait un avantage trop important à Microsoft.
À la suite de la décision du juge de refuser l'injonction à la FTC, Microsoft, Activision Blizzard et la CMA demandent au Competition Appeal Tribunal (CAT) de suspendre la procédure juridique pour négocier. Le CAT ajourne l'audience au 21 juillet 2023. La CMA annonce le 14 juillet 2023 qu'elle prolonge son enquête, initialement prévue pour se terminer avant la date limite d'acquisition du 18 juillet 2023, de six semaines jusqu'au 29 août 2023, dans l'attente de l'examen d'une nouvelle proposition que Microsoft a soumise à la CMA,.
En août 2023, Microsoft annonce qu'elle vendrait les droits de diffusion des jeux d'Activision Blizzard à Ubisoft, via son propre service de cloud gaming Ubisoft+ pour les 15 prochaines années, sous réserve de la réussite de la fusion, une mesure qui vise à satisfaire la CMA. La CMA déclare que, même si cela semblait répondre à ses préoccupations, elle continuerait à examiner l'opération dans le cadre d'une enquête de phase 1, qui devrait se terminer avant la nouvelle date limite de fusion du 18 octobre 2023. Le 22 septembre 2023, la CMA déclare qu'elle considère l'acquisition révisée comme provisoirement approuvée car il reste quelques problèmes résiduels limités à résoudre. La CMA approuve les conditions d'acquisition révisées le 13 octobre 2023.

### Autres organismes
La Securities and Exchange Commission (SEC) des États-Unis examine les allégations selon lesquelles des investisseurs proches de Kotick se seraient livrés à des délits d'initiés avant l'annonce de l'acquisition. Activision Blizzard déclare qu'elle coopère pleinement avec la SEC lors de l'examen du dossier. La Commission de la concurrence d'Afrique du Sud approuve la fusion en avril 2023.
L'opération est également examinée en Australie, en Nouvelle-Zélande et ailleurs,. En décembre 2022, le parquet national économique chilien (Fiscalía Nacional Económica) vote l'approbation de l'opération en phase 1. La Japan Fair Trade Commission donne également son accord à la fusion en mars 2023. Le 19 mai 2023, l'Administration d'État chinoise pour la régulation du marché approuve l'acquisition d'Activision Blizzard par Microsoft,. La Korea Fair Trade Commission approuve à son tour cette acquisition le 30 mai 2023,.

### Problèmes juridiques
Le système de retraite des employés de New York, qui est actionnaire d'Activision Blizzard, intente un procès à la société en avril 2022, arguant que la société a conclu rapidement l'accord d'acquisition avec Microsoft pour tenter de couvrir les méfaits de Kotick qui ont été mis au jour dans le cadre du procès en cours et d'échapper à toute responsabilité.
Sjunde AP-Fonden, un fonds de pension géré par le gouvernement suédois qui a investi dans Activision-Blizzard, porte plainte en novembre 2022 devant la justice américaine contre Microsoft et Activision-Blizzard pour collusion dans l'établissement de l'accord. L'action en justice affirme qu'en raison de la position affaiblie d'Activision-Blizzard à la suite du procès pour harcèlement au travail, Microsoft a négocié avec Kotick et Activision-Blizzard le rachat de l'entreprise à un prix réduit. L'action en justice reproche également à Kotick d'avoir utilisé l'accord pour dissimuler sa prétendue mauvaise conduite.
En décembre 2022, un groupe de joueurs intente une action en justice contre Microsoft pour bloquer la fusion, en vertu du Clayton Antitrust Act, qui permet aux consommateurs d'intenter de telles actions. La plainte affirme qu'en cas de fusion, la puissance combinée de Microsoft perturberait le marché des jeux vidéo, donnant à Microsoft la capacité de dépasser ses concurrents et de prendre une plus grande emprise. Microsoft ne réussit pas à faire rejeter l'affaire en janvier 2023, et les arguments liés à une discussion préliminaire sont présentés au juge en mars 2023. Le juge rejette la plainte en mars 2023, expliquant que les joueurs n'ont pas montré suffisamment de preuves du préjudice pour l'industrie si la fusion était réalisée. En avril 2023, les joueurs redéposent leur plainte, en s'appuyant sur des preuves et des revendications supplémentaires fournies par Sony. Le même tribunal fédéral refuse une injonction préliminaire dans l'affaire redéposée, déclarant que les plaignants nont pas démontré comment ils seraient lésés par la fusion. Le groupe dépose ensuite une demande d'urgence auprès de la Cour suprême des États-Unis le 16 juillet 2023 pour stopper la fusion, mais cette demande est rejetée par la Cour le jour suivant.

## Conséquences

### Microsoft Gaming
Bobby Kotick reste PDG d'Activision Blizzard jusqu'au 29 décembre 2023, après quoi il quitte l'entreprise, comme annoncé précédemment.
L'absorption d'un groupe aussi massif a des conséquences sur la gestion des ressources humaines à travers toutes les divisions de Xbox, dont le compte avoisine alors 30 000 employés. Le 25 janvier 2024, Microsoft annonce la suppression de 1900 emplois chez Microsoft Gaming, soit environ 8 % de ses effectifs. Les licenciements concernent plusieurs studios Activision Blizzard et conduisent également à l'annulation d'un jeu de survie développé par Blizzard au cours des six années précédentes. Le président de Blizzard, Mike Ybarra, et le directeur de la conception, Allen Adham, quittent l'entreprise. Johanna Faries, directrice générale de la franchise Call of Duty, est nommée nouvelle présidente de Blizzard à compter du 5 février 2024 ; sa nomination constitue un changement important pour Blizzard, dont les dirigeants ont par le passé gravi les échelons à la fois côté production de jeux et côté développement de la technologie.
En mai 2024, Microsoft prend l’industrie par surprise en annonçant la fermeture de plusieurs studios, tous affiliés à Bethesda, pour la première fois depuis 2016 dans l’histoire de l’entreprise. Une des raisons semble en être la difficulté à gérer un portefeuille de studios aussi étendu ; dans des communications internes, le dirigeant des studios Xbox Matt Booty et la dirigeante de Zenimax Jill Braff laissent entendre que la fermeture de plusieurs studios était nécessaire pour pallier le manque de ressources au niveau de la direction, débordée par tant de projets à suivre et « sur le point de s'effondrer »,. Un ancien cadre de Xbox estime auprès du site spécialisé IGN que Xbox s'est trop étendu pour parvenir à assimiler autant d'entités, et que Microsoft s'est risqué à un déséquilibre en absorbant Activision-Blizzard alors que son intégration de Bethesda n'était pas encore totalement achevée. Cet évènement presque sans précédent pour Microsoft amène de nombreux employés, journalistes, et spécialistes du secteur à y voir la marque d'un profond changement de stratégie de la part de Microsoft, et les signes avant-coureurs de plusieurs autres fermetures de studios Xbox,.
Le catalogue de jeux d'Activision devient de première importance dans les résultats financiers de Microsoft, et même nécessaire à l'entreprise pour pouvoir proclamer que la division Xbox continue de connaître une croissance. Lorsque, au premier trimestre de l'année 2024, Microsoft rapporte que les revenus liés aux produits et services Xbox sont en hausse de 62 %, des analystes de l'industrie remarquent ainsi que cette croissance n'est due qu'à l'achat d'Activision, et que les résultats de Xbox sans la présence des jeux Activision seraient en fait en baisse d'environ 5 % par rapport à l'année précédente, la faute à une stagnation des jeux et des services, et surtout à un important déclin des ventes de consoles,.

### Autorités de la concurrence
Le rachat d'Activision Blizzard par Microsoft est une opération majeure dans l'industrie du jeu vidéo et soulève des questions importantes concernant le pouvoir des grandes entreprises technologiques et l'efficacité des autorités de régulation. Le pouvoir de ces organismes est remis en question sur plusieurs aspects, que ce soit leur incapacité flagrante à bloquer les fusions dans le secteur de la technologie ou bien le processus en lui-même qui est très long et coûteux,. Par exemple, l'enquête de la CMA a duré plus d'un an et a coûté des millions de livres aux deux parties, soulevant des questions sur l'efficacité des procédures d'examen antimonopole. L'influence des grandes entreprises technologiques sur les processus réglementaires et les décideurs politiques est également remise en question, notamment en raison de leurs puissants lobbies et de leurs ressources financières considérables,. En raison des critiques qu'elle a reçues sur la manière dont elle a géré l'examen, la CMA annonce en novembre 2023 qu'elle prévoit de revoir ses procédures afin de les rendre plus souples à la modification des conditions d'une fusion, entre autres,.
Certains experts appellent à un renforcement des outils et des pouvoirs des autorités de régulation, y compris la possibilité d'interdire les fusions d'entreprises avant qu'elles n'aient lieu et d'imposer des sanctions plus importantes en cas d'infraction,,. Ces régulateurs devraient s'adapter aux nouveaux modèles économiques de l'industrie numérique, comme les plateformes et les services en ligne, pour identifier et contrer les pratiques anticoncurrentielles,. Néanmoins, d'autres experts soulignent que l'équilibre est fragile, car trop de réglementation pourrait freiner l'innovation et la croissance économique.

## Réactions et commentaires
Plusieurs employés d'Activision Blizzard expriment un optimisme prudent quant à l'accord et l'ABK Workers Alliance, un groupe d'employés faisant pression pour la syndicalisation à la suite du procès, affirmant que l'acquisition « ne changeait pas les objectifs » de l'alliance,,. Business Insider explique que plusieurs employés de Microsoft ont fait part de leurs inquiétudes au sujet de l'accord relatif aux scandales de harcèlement sexuel et la culture d'entreprise d'Activision Blizzard, espérant des mesures concrètes pour garantir que ces attitudes indésirables ne soient pas introduites chez Microsoft. Le 19 janvier 2022, le président de la Banque mondiale, David Malpass, critique l'acquisition, opposant le prix d'acquisition au moindre montant de financement obligataire disponible pour les pays en développement pendant la pandémie de COVID-19. L'AFL-CIO soutient la fusion en raison de la signature par Microsoft d'un pacte de neutralité concernant la syndicalisation des travailleurs, signé à la suite de l'annonce du projet d'acquisition,.

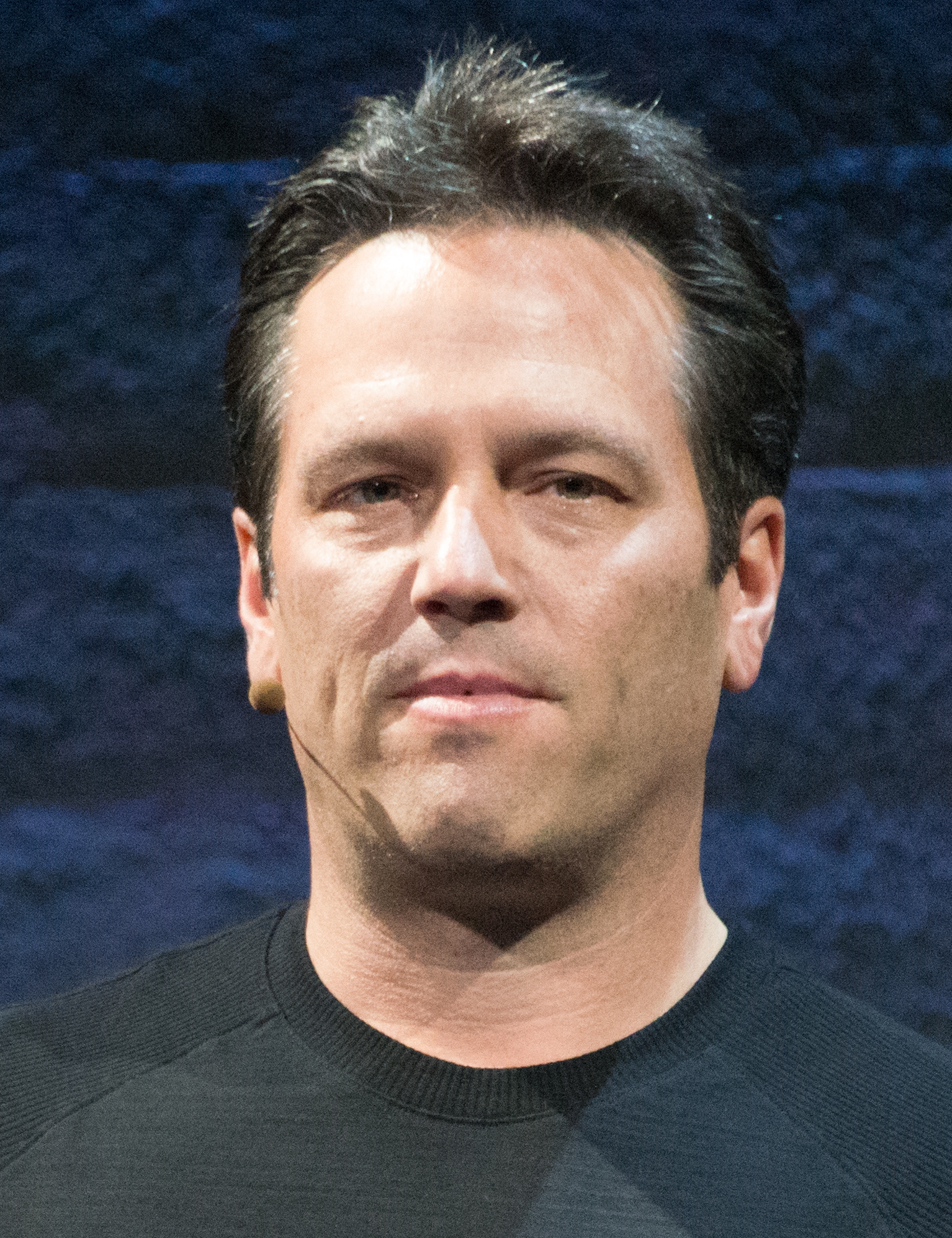
Phil Spencer, président de Microsoft Gaming et principal acteur de cette acquisition.

Des inquiétudes concernant la propriété potentielle par Microsoft de la franchise Call of Duty, qui s'est vendue à plus de 400 millions d'unités en avril 2021 et est considérée comme l'une des propriétés les plus précieuses de l'industrie du jeu vidéo, sont soulevées par Sony Interactive Entertainment et les régulateurs. Peu de temps après les annonces d'acquisition, Sony déclare qu'il s'attend à ce que Microsoft honore tous les accords d'édition d'Activision Blizzard pour les jeux multiplateformes, assurant que Call of Duty resterait disponible sur la plateforme PlayStation et ne deviendrait pas un titre exclusif à la console Xbox. Phil Spencer et le président de Microsoft, Brad Smith, rassurent sur le fait que Microsoft poursuivrait ces accords existants et expriment leur désir de conserver Call of Duty et d'autres jeux populaires d'Activision Blizzard sur PlayStation au-delà des termes de ces accords, ainsi que d'explorer l'opportunité de proposer ces jeux pour les consoles de Nintendo,,,.
Vers septembre 2022, Phil Spencer déclare que Microsoft a écrit une lettre à Sony en janvier, affirmant son engagement à maintenir Call of Duty sur PlayStation plusieurs années au-delà des accords contractuels actuels fixés avant l'acquisition, qui devaient prendre fin en 2024,. Spencer explique que leur offre à Sony « va bien au-delà des accords typiques de l'industrie du jeu ». Le président de Sony, Jim Ryan, répond à Spencer en déclarant que dans son engagement, Microsoft a seulement déclaré son intention de conserver Call of Duty pendant trois années supplémentaires au-delà des termes du contrat actuel, et que « leur proposition était inadéquate à plusieurs niveaux et ne tenait pas compte de l'impact sur nos joueurs. Nous voulons garantir aux joueurs PlayStation de continuer à bénéficier d'une expérience Call of Duty de la plus haute qualité, et la proposition de Microsoft va à l'encontre de ce principe ». Des documents publics, déposés dans le cadre de l'enquête britannique, révèlent que Microsoft serait contraint par des accords contractuels antérieurs entre Sony et Activision pour fournir Call of Duty sur le Xbox Game Pass pendant plusieurs années.
Microsoft déclare avoir écrit à Sony le 11 novembre 2022 pour accepter un engagement de dix ans pour que Call of Duty reste non exclusif à Xbox. Sony déclare de son côté que l'intention de Microsoft avec cette acquisition est de retirer Sony de la concurrence et de rendre la plate-forme PlayStation plus comparable à la Nintendo Switch, ce qui, selon Sony, les pousserait à adopter une position favorable à la famille et ne plus pouvoir rivaliser sur le secteur des jeux réservés aux adultes comme Call of Duty. Outre l'engagement envers Sony, Microsoft s'est également engagé en décembre 2022 dans un accord similaire de dix ans pour amener Call of Duty sur les plateformes de Nintendo, tentant ainsi de prouver aux régulateurs qu'ils n'ont pas l'intention de rendre le titre exclusif à Xbox ou Microsoft Windows. Le 16 juillet 2023, Sony signe un accord contraignant avec Microsoft qui s'engage à conserver Call of Duty sur la famille de consoles PlayStation.
Un certain nombre d'éditeurs et de développeurs indépendants, dont Finji, Curve Digital, Iam8bit et Strange Scaffold, expriment leur soutien à l'accord, selon des documents judiciaires déposés en 2023, en arguant que l'opération serait bénéfique au système d'abonnement Xbox Game Pass, et donc à l'exposition des jeux indépendants déjà proposés sur ce service.